# Долорес-Ідальго
Долорес-Ідальго (ісп. Dolores Hidalgo, повна назва: Долорес-Ідальго-Куна-де-ла-Індепенденсія-Насіональ ісп. Dolores Hidalgo Cuna de la Independencia Nacional) — місто і адміністративний центр однойменного муніципалітету в мексиканському штаті Ґуанахуато. Чисельність населення, за даними перепису 2010 року, склала 59 240 особи. 
Долорес-Ідальго знаходиться у 255 км на схід від Мехіко.

## Клімат
У Долорес-Ідальґо клімат посушлий, з максимальною температурою 36,5 °C влітку і 3,8 °С в зимовий період, середня річна температура 17,4 °С. Середньорічна кількість опадів становить 564,1 мм. Сезон дощів зазвичай триває з середини травня по вересень.

## Історія

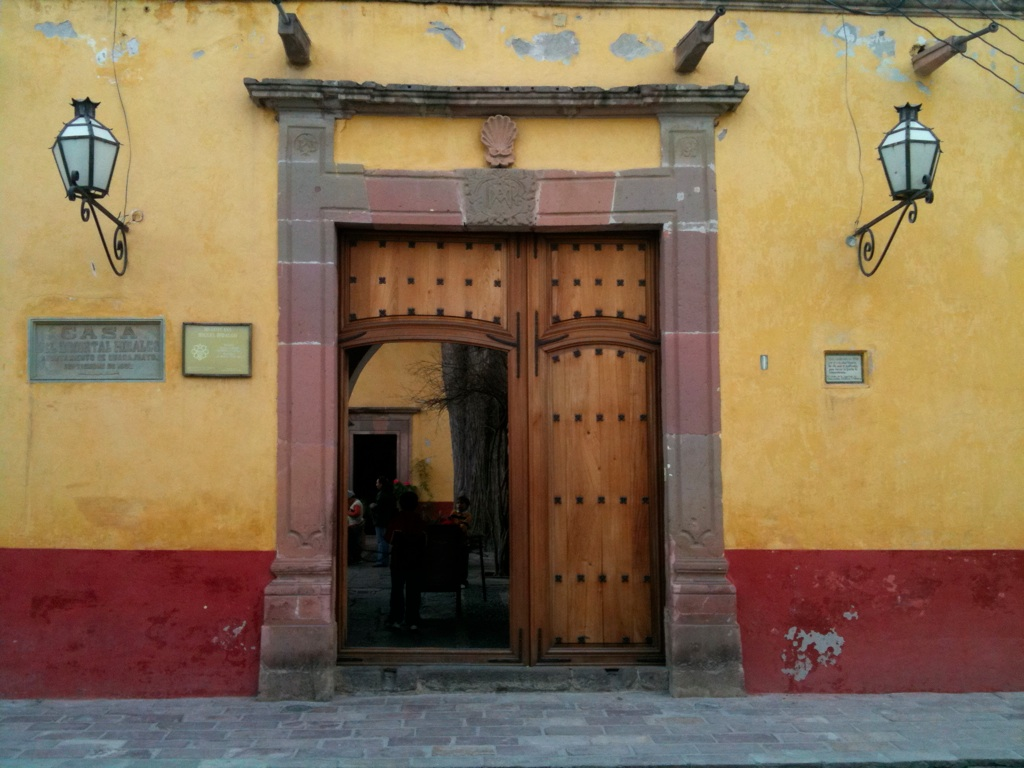
Вхід у помешкання Міґеля Ідальґо

У 1610 році Альваро де Осіо і Окампо заснував поселення Сан-Крістобаль. У 1790 році поселення отримує статус села та перейменовується в Пуебло-Нуево-де-лос-Долорес.
16 вересня 1810 року в Долорес-Ідальґо Міґель Ідальґо звернувся до народу із закликом піднятися на визвольну війну («Клич Долорес») і на чолі революційної армії, що складалася головним чином з селян-індіанців, робітників копалень, пеонів, виступив проти іспанців. 
У 1824 році отримує статус міста.
Сучасну назву місто отримало у 1948 році, що дослівно перекладається як: Долорес-Ідальґо, колиска Національної незалежності.
У місті діє музей Міґеля Ідальґо.

## Мери Долорес-Ідальґо
- 1994-1997 — Луїс Херардо Вальдес Рубіо (PRI)
- 1997-2000 — Ісус Hernandez Hernandez (PRI)
- 2000-2003 — Gilberto Гонсалеса (PAS, PT, PRD)
- 2003-2006 — Феліпе де Хесус Гарсія Ольвера (PAN)
- 2006-2009 — Луїс Херардо Вальдес Рубіо (PRI)
- 2009-2012 — Пабло Гонсалес Cansino (PAN)
- 2012-2015 — Адріан Ернандес Alejandri (PRI)
- 2015-2018 — Хуан Рендон Лопес (PAN)

## Уродженці міста
- Адольфо Баутіста — мексиканський футболіст, нападник клубу «Кікаго Мустанґс»
- Лео Манзано — американський легкоатлет, олімпійський медаліст.
- Маріано Абасоло — мексиканський революціонер, герой війни за незалежність.

## Міста-побратими
- Лексінґтон, Массачусетс, США[3].
- Мехіко, Мексика.
- Морелія, Мічоакан, Мексика[3].
- Сан-Маркос, Техас, США.
- Рінкон-де-Ромос, Аґуаскальєнтес, Мексика[3].
- Ігуала-де-ла-Індепенденсія, Ґерреро, Мексика[3].
- Мостолес, Мадрид, Іспанія.
- Пеньяф'єль, Кастилія-і-Леон, Іспанія.
- Реаль-де-Каторсе, Сан-Луїс-Потосі, Мексика[3].
- Ґуанахуато, Ґуанахуато, Мексика[3].